# Списак претходница суверених држава у Европи
| Суверена држава | Претходнице |
| --------------- | --- |
| Белорусија      | део Руског царства (1793–1917) · део Руске Републике (1917–1918) · Белоруска Народна Република (1918–1919) · Социјалистичка Совјетска Република Белорусија (1919) · Литванско-Белоруска Совјетска Социјалистичка Република (1919–1920) · Социјалистичка Совјетска Република Белорусија (1920–1922) · Белоруска Совјетска Социјалистичка Република (део Савеза Совјетских Социјалистичких Република) (1922–1991) · Република Белорусија (1991–данас) |
| Јерменија       | део Руског царства (1828–1917) · део Руске Републике (1917–1918) · део Закавкаске Демократске Федеративне Републике (1918) · Демократска Република Јерменија (1918–1920) · Јерменска Совјетска Социјалистичка Република (1920–1922) · део Закавкаске Совјетске Федеративне Социјалистичке Републике (део Савеза Совјетских Социјалистичких Република) (1922–1936) · Јерменска Совјетска Социјалистичка Република (део Савеза Совјетских Социјалистичких Република) (1936–1991) · Република Јерменија (1991–данас) |
| Србија          | Кнежевина Србија (780–960) · део Византијског царства (960–1043) · Дукља (1043–1101) · Великожупанска Србија (1101–1217) · Краљевина Србија (1217–1346) · Српско царство (1346–1371) · Моравска Србија (1371–1402) · Српска деспотовина (1402–1442) · под окупацијом Османског царства (1442–1444) · Српска деспотовина (1444–1459) · Смедеревски санџак (део Османског царства) (1459–1686) · под управом Хабзбуршке монархије (1686–1699) · Смедеревски санџак (део Османског царства) (1699–1718) · Краљевина Србија (део Хабзбуршке монархије) (1718–1739) · Смедеревски санџак (део Османског царства) (1739–1788) · Кочина крајина (под управом Хабзбуршке монархије) (1788–1791) · Смедеревски санџак (део Османског царства) (1791–1804) · Карађорђева Србија (1804–1813) · Смедеревски санџак (део Османског царства) (1813–1817) · Кнежевина Србија (део Османског царства) (1817–1878) · Кнежевина Србија (1878–1882) · Краљевина Србија (1882–1915) · под окупацијом Аустроугарске монархије и Краљевине Бугарске (1915–1918) · Краљевина Србија (1918) · део Краљевине Срба, Хрвата и Словенаца (1918–1929) · део Краљевине Југославије (1929–1941) · Подручје Војног заповедника у Србији (под окупацијом Немачког рајха) (1941–1944) · Федерална Држава Србија (део Демократске Федеративне Југославије) (1944–1945) · Народна Република Србија (део Федеративне Народне Републике Југославије) (1945–1963) · Социјалистичка Република Србија (део Социјалистичке Федеративне Републике Југославије) (1963–1992) · Република Србија (део Савезне Републике Југославије) (1992–2003) · Република Србија (део Државне заједнице Србије и Црне Горе) (2003–2006) · Република Србија (2006–данас) |
| Финска          | део Краљевине Шведске (1210–1397) · део Калмарске уније (1397–1523) · део Краљевине Шведске (1523–1809) · Велика кнежевина Финска (део Руског царства) (1809–1917) · Република Финска (1917–данас) |
| Хрватска        | Краљевина Хрватска (део Хабзбуршке монархије) (1526–1804) · Краљевина Хрватска (део Аустријског царства) (1804–1867) · Краљевина Хрватска и Славонија (део Аустроугарске монархије) (1867–1918) · део Државе Словенаца, Хрвата и Срба (1918) · део Краљевине Срба, Хрвата и Словенаца (1918–1929) · део Краљевине Југославије (1929–1939) · Бановина Хрватска (део Краљевине Југославије) (1939–1941) · Независна Држава Хрватска (под управом Немачког рајха и Краљевине Италије) (1941–1943) · Независна Држава Хрватска (под управом Немачког рајха) (1943–1945) · Федерална Држава Хрватска (део Демократске Федеративне Југославије) (1945) · Народна Република Хрватска (део Федеративне Народне Републике Југославије) (1945–1963) · Социјалистичка Република Хрватска (део Социјалистичке Федеративне Републике Југославије) (1963–1991) · Република Хрватска (1991–данас) |
| Црна Гора       | Књажевина Црна Гора (део Османског царства) (1852–1878) · Књажевина Црна Гора (1878–1910) · Краљевина Црна Гора (1910–1916) · под окупацијом Аустроугарске монархије (1916–1918) · Краљевина Црна Гора (1918) · део Краљевине Србије (1918) · део Краљевине Срба, Хрвата и Словенаца (1918–1929) · део Краљевине Југославије (1929–1941) · Гувернаторат за Црну Гору (под управом Краљевине Италије) (1941–1943) · Гувернаторат за Црну Гору (под окупацијом Немачког рајха) (1943–1944) · Федерална Држава Црна Гора (део Демократске Федеративне Југославије) (1944–1945) · Народна Република Црна Гора (део Федеративне Народне Републике Југославије) (1945–1963) · Социјалистичка Република Црна Гора (део Социјалистичке Федеративне Републике Југославије) (1963–1992) · Република Црна Гора (део Државне заједнице Србије и Црне Горе) (2003–2006) · Црна Гора (2006–данас) |